# 賽普雷斯湖 (佛羅里達州)
賽普雷斯湖（英語：Cypress Lake）是位於美國佛羅里達州李縣的一個人口普查指定地區。

## 地理
賽普雷斯湖的座標為26°32′17″N 81°54′06″W / 26.53806°N 81.90167°W，而該地最高點為海拔高度1米（即3英尺）。

## 人口
根據2010年美國人口普查的數據，賽普雷斯湖的面積為10.30平方千米，當中陸地面積為10.30平方千米，而水域面積為0.00平方千米。當地共有人口12072人，而人口密度為每平方千米1,172人。